# Zaman Kilic
Zaman Kilic (født 26. august 2000) er en kurdisk rapper fra Danmark, som går under kunsternavnet "ZK". Han er født i  Ishøj, og men kommer oprindeligt fra Tyrkiet, Konya - Kelhasan .  Hans første udgivelse  var 20. januar 2017, og hed "Varm Indeni". Udgivelsen blev eksklusivt udgivet på Youtube. Han har udgivet 9 singler og et album med navnet "2000" som tilsammen har over 20 millioner streams. Zaman bor sammen med sin familie og har lavet musik siden han var 11-12 år. Han gik i skole til 7. klasse, hvorefter han blev smidt ud. Han mente ikke skolesystemet var noget for ham, og han ville hellere bruge sin tid på at lave musik.[kilde mangler]
ZKs album 2000 lå i marts 2019 nummer 4 på Album Top-40.